# Bressanone
Brixen (olaszul: Bressanone, ladinul: Persenon vagy Porsenù, latinul: Brixina, 1919-ig Brixen am Eisack) egy község (comune) Olaszország Trentino-Alto Adige régiójában, Bolzano-Bozen megyében.

## Fekvése
Bolzanótól 40 km-re északkeletre, a Rienz és az Eisack folyók találkozásánál fekszik.

## Története
A rómaiak Brixina néven alapították katonai táborát az 1. században. A város középkori első írásos említése 901-ből származik. Várát 960 körül, első katedrálisát 992-ben építették. A középkorban a Brixeni Püspökség székhelye volt. Brixen püspökfejedelmei 1027-től kezdve egészen 1803-ig, a Német-római Császárság megszűnéséig a birodalmi hercegi (Reichsfürst) rangot viseltek. Hatalmuk és befolyásuk messze Tirol grófság határain túl is érvényesült. A város egyik püspökét, Brixeni Poppót 1048-ban II. Damáz néven pápává is választották.
1080-ban VII. (Szent) Gergely pápa pontifikátusának idején, az invesztitúraharcok közepette, IV. Henrik császár zsinatot hívott össze Brixenbe. Itt a hozzá hű bíborosok a császár jelöltjét, Ravennai Wibert grófot ellenpápává választották, III. Kelemen néven. A középkorban a város lakosainak száma 2000 körül volt. 19. századi lakosságának 10%-a pap és szerzetes volt, akik a város 12 templomában és 6 kolostorában tevékenykedtek.
A Német-római Birodalom felbomlásakor, 1803-ban az egyházfejedelemséget szekularizálták, és a Habsburg Birodalom birtokába jutott. 1805-ben a pozsonyi békeszerződés értelmében Ausztria átengedte a Bajor Választófejedelemségnek, Tirollal és Vorarlberggel együtt. 1814-ben a bécsi kongresszus ismét Ausztriának ítélte. Az első világháború után,  1919-ben a saint-germaini békeszerződés egész Dél-Tirolt Olaszországnak juttatta.
1964-ben a Brixeni Egyházmegyéhez csatolták a Bozeni Egyházmegye északi és nyugati, főleg német ajkúak által lakott területeit, ezzel létrehozták a mai egyesített Bozen–Brixeni egyházmegyét (németül: Diözese Bozen-Brixen, olaszul: Diocesi di Bolzano-Bressanone), amelynek két székhelye van, Brixen és Bozen (Bolzano), a tartományi főváros.

## Lakossága
Dél-Tirol harmadik legnépesebb városa, 21 416 lakossal, ennek 72,82%-a német, 25,84%-a olasz és 1,34%-a ladin.

## Nevezetességei
- A püspöki palota reneszánsz épülete az egykori várban. 1964-ig püspöki székhely volt, amelyet ezt követően Bolzanóba helyeztek át. A palotában az 1970-es években egyháztörténeti múzeumot létesítettek.
- A város főtere, a Dóm-tér (németül Domplatz, olaszul Piazza Duomo). A dóm monumentális épületét a 18. században barokk stílusban átépítették és berendezését szintén átalakították. Árkádja és annak gótikus freskói a 14-15. századból származnak. A főhajó 250 m² felületű mennyezetfreskója, Paul Troger alkotása. A dóm díszítésére 70 különféle márványt alkalmaztak.
- Mihály arkangyal tiszteletére szentelt plébániatemplom. 72 m magas tornyából 1910-ig főként tűzvédelmi célból, őrség felügyelt a városra.
- Weger könyvkereskedés. A 16. század közepén alapított nyomdában készült 1563-ban Dél-Tirol első nyomtatott könyve. A nyomdából később könyvkereskedés lett.
- Az Elephant-szálló nevét egy 16. századi eseményről kapta, amely szerint 1551-ben a portugál király bécsi udvarnak küldött ajándékát, egy indiai elefántot, melyet Genova kikötőjéből gyalogosan kísértek rendeltetési helyére, s a rossz időjárás miatt a kíséret a város ezen fogadójában szállt meg, majd két hétig tartó vendégeskedésük után 1552. január 2-án folytatták útjukat átkelve a Brenner-hágón. A fogadót ezután Haus am Elephant névvel illették.
- Az eredetileg 16 épületből álló kaszárnyája 1913-ban épült. Az első világháború idején itt állomásozó tüzérezred katonáinak ¾-ét csehek alkották.

## Híres emberek
- 1851 és 1855 között itt élt Karel Havlíček Borovský cseh költő és újságíró.
- XVI. Benedek pápa a város díszpolgára (2008 óta).
- Anika Niederwieser olasz válogatott kézilabdázónő

## Testvértelepülések
- Regensburg, Németország - 1969 óta
- Havlíčkův Brod, Csehország - 1992 óta
- Bled, Szlovénia - 2004 óta

## Képgaléria

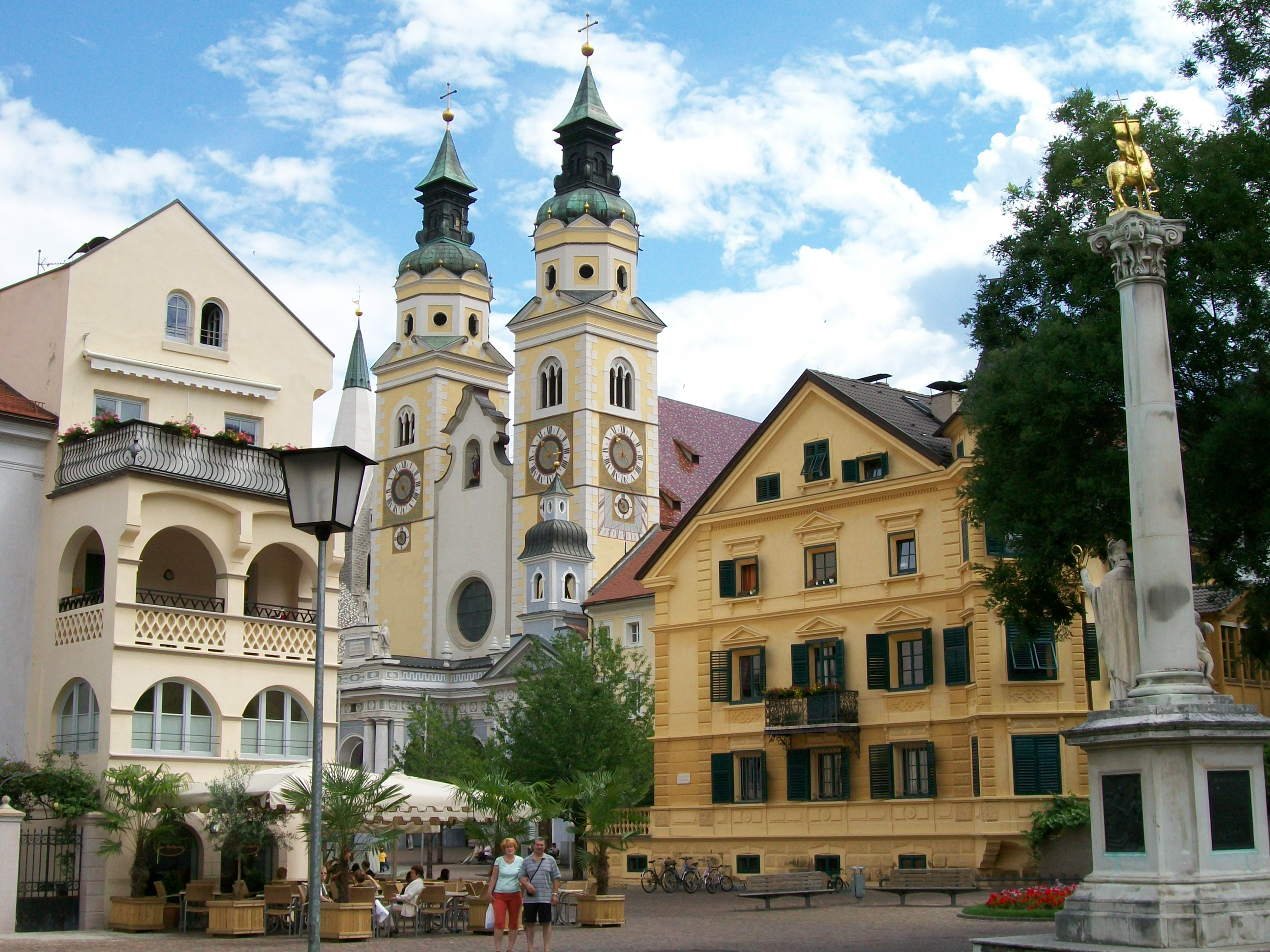
A katedrális
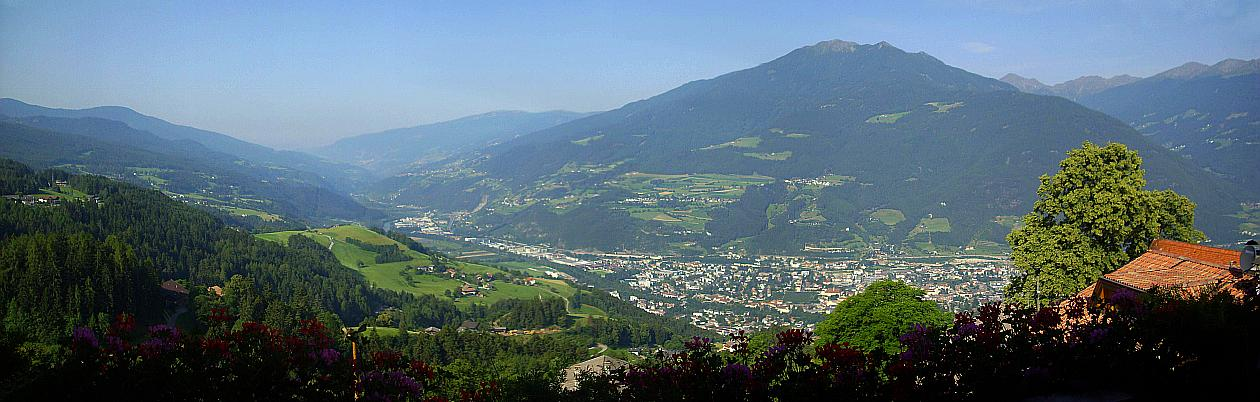
Brixen panorámája
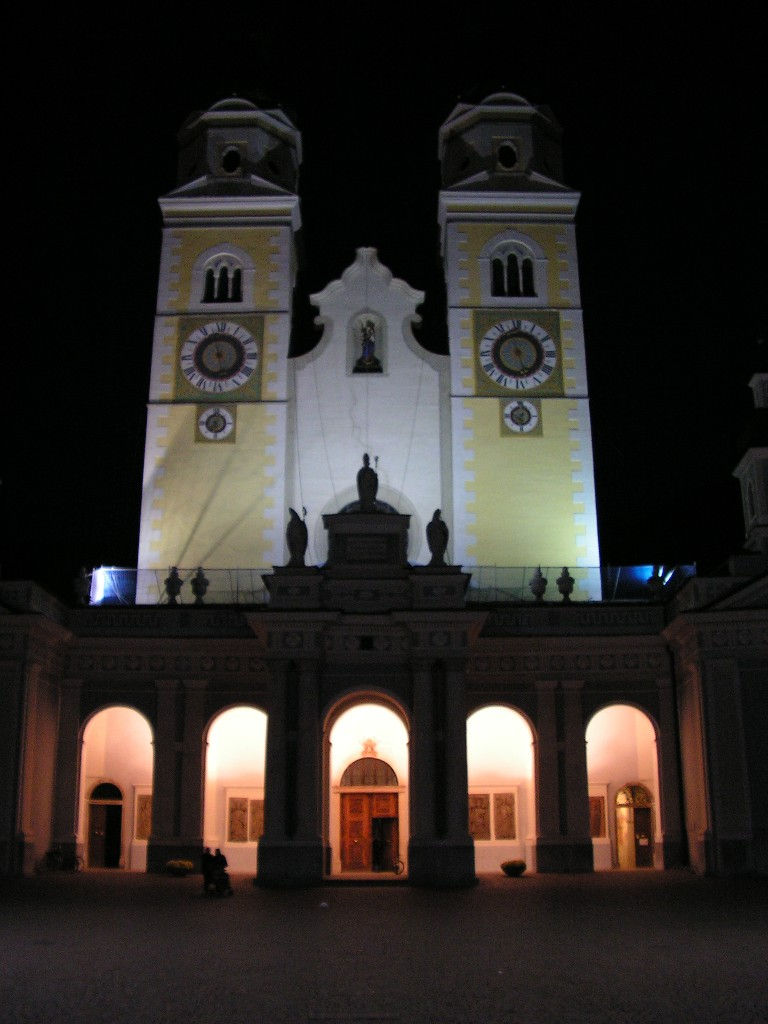
A katedrális éjjel
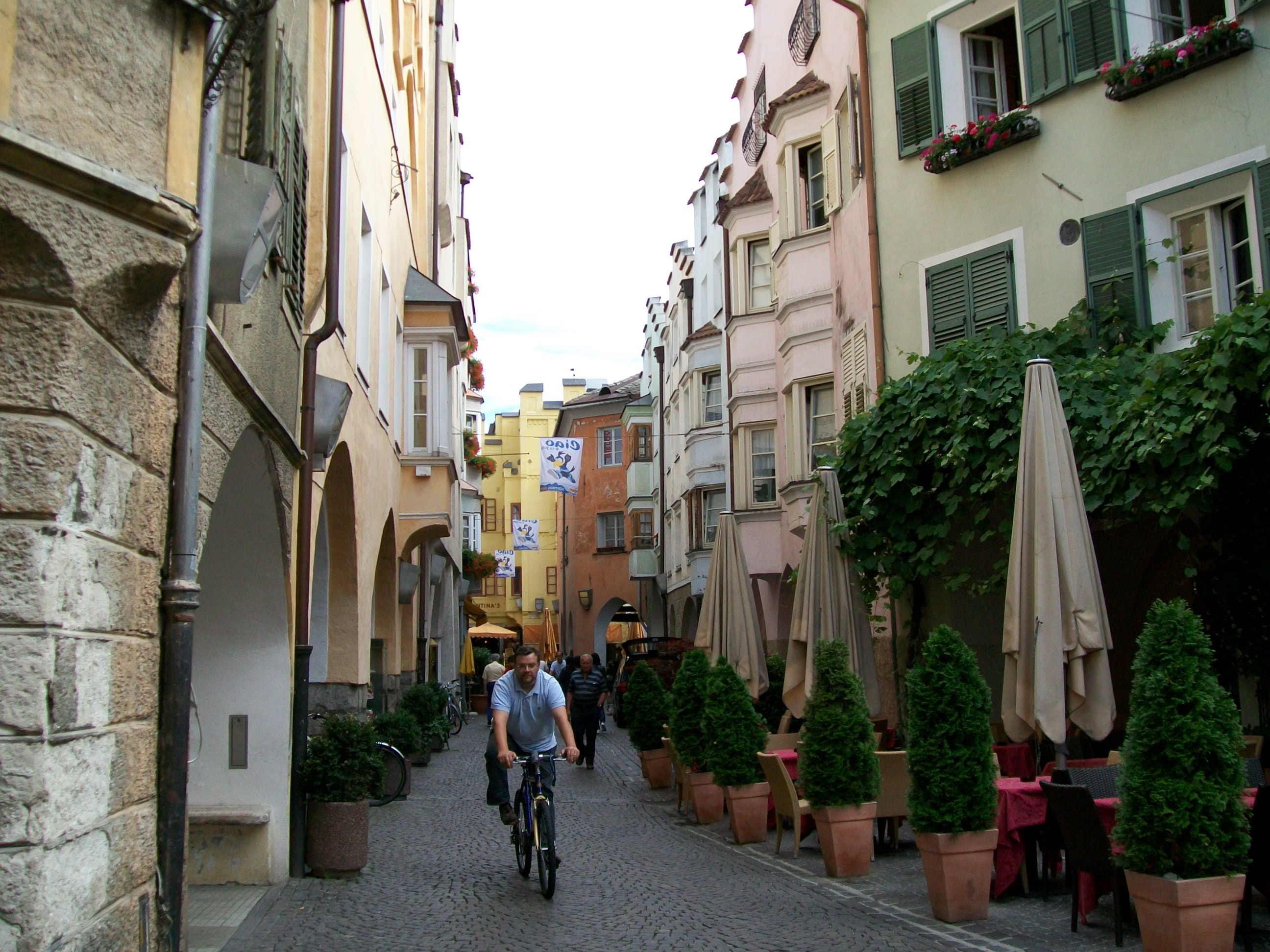
A festői város utcáin